# زینیا
زینیا (انگلیسی: Xenia) شرکت مهمان‌نوازی آمریکایی است، که در سال ۲۰۱۴ تأسیس شد.